# 2010년 FIFA 월드컵 결선 토너먼트
2010년 FIFA 월드컵 결선 토너먼트는 조별 리그 이후에 진행되는 FIFA 월드컵 본선의 2번째이자 최종 라운드이다. 결선 토너먼트의 일정은 6월 26일에 16강전 경기로 시작해서, 7월 11일에 요하네스버그의 사커 시티에서 열리는 결승전으로 막을 내렸는데, 여기서 스페인이 네덜란드와 연장전까지 접전을 벌여 2-0으로 이겨 첫 FIFA 월드컵 우승을 차지했다. 각 조의 상위 2개국 (총 16개국) 이 결선 토너먼트에 진출하여 싱글 엘리미네이션 방식의 토너먼트전을 치렀다. 준결승전에서 패한 2개국은 3위 결정전에서 맞대결을 펼쳤다.
결선 토너먼트 (결승전 포함)는 90분의 경기를 치르고 동률을 이루었을 때, 연장전 전후반으로 (각각 15분씩) 치렀다. 그렇게 연장전을 치르고도 동률을 이루면 승부차기를 통해 승자가 결정되었다.
모든 시간은 남아프리카 표준시를 따른다. (UTC+2)

## 진출국
| 조 | 1위        | 2위        |
| -- | ---------- | ---------- |
| A  | 우루과이   | 멕시코     |
| B  | 아르헨티나 | 대한민국   |
| C  | 미국       | 잉글랜드   |
| D  | 독일       | 가나       |
| E  | 네덜란드   | 일본       |
| F  | 파라과이   | 슬로바키아 |
| G  | 브라질     | 포르투갈   |
| H  | 스페인     | 칠레       |

## 대진표
|  | 16강전                    | 16강전                   |                         |       | 8강전      | 8강전      |                           |                           | 준결승전 | 준결승전 |  |  | 결승전 | 결승전 |
|  |                           |                          |                         |       |            |            |                           |                           |          |          |  |  |        |        |
|  | 6월 26일 - 포트엘리자베스 |                          |                         |       |            |            |                           |                           |          |          |  |  |        |        |
|  |                           |                          |                         |       |            |            |                           |                           |          |          |  |  |        |        |
|  | 우루과이                  | 2                        |                         |       |            |            |                           |                           |          |          |  |  |        |        |
|  | 우루과이                  | 2                        | 7월 2일 - 요하네스버그  |       |            |            |                           |                           |          |          |  |  |        |        |
|  | 대한민국                  | 1                        |                         |       |            |            |                           |                           |          |          |  |  |        |        |
|  | 대한민국                  | 1                        | 우루과이 (승)           | 1 (4) |            |            |                           |                           |          |          |  |  |        |        |
|  | 6월 26일 - 루스텐버그     |                          | 우루과이 (승)           | 1 (4) |            |            |                           |                           |          |          |  |  |        |        |
|  |                           | 가나                     | 1 (2)                   |       |            |            |                           |                           |          |          |  |  |        |        |
|  | 미국 (연)                 | 가나                     | 1 (2)                   | 1     |            |            |                           |                           |          |          |  |  |        |        |
|  | 미국 (연)                 |                          | 7월 6일 - 케이프타운    | 1     |            |            |                           |                           |          |          |  |  |        |        |
|  | 가나                      | 2                        |                         |       |            |            |                           |                           |          |          |  |  |        |        |
|  | 가나                      | 2                        | 우루과이                | 2     |            |            |                           |                           |          |          |  |  |        |        |
|  | 6월 28일 - 더반           |                          | 우루과이                | 2     |            |            |                           |                           |          |          |  |  |        |        |
|  |                           | 네덜란드                 | 3                       |       |            |            |                           |                           |          |          |  |  |        |        |
|  | 네덜란드                  | 네덜란드                 | 3                       | 2     |            |            |                           |                           |          |          |  |  |        |        |
|  | 네덜란드                  | 7월 2일 - 포트엘리자베스 |                         | 2     |            |            |                           |                           |          |          |  |  |        |        |
|  | 슬로바키아                | 1                        |                         |       |            |            |                           |                           |          |          |  |  |        |        |
|  | 슬로바키아                | 1                        | 네덜란드                | 2     |            |            |                           |                           |          |          |  |  |        |        |
|  | 6월 28일 - 요하네스버그   |                          | 네덜란드                | 2     |            |            |                           |                           |          |          |  |  |        |        |
|  |                           | 브라질                   | 1                       |       |            |            |                           |                           |          |          |  |  |        |        |
|  | 브라질                    | 브라질                   | 1                       | 3     |            |            |                           |                           |          |          |  |  |        |        |
|  | 브라질                    |                          | 7월 11일 - 요하네스버그 | 3     |            |            |                           |                           |          |          |  |  |        |        |
|  | 칠레                      | 0                        |                         |       |            |            |                           |                           |          |          |  |  |        |        |
|  | 칠레                      | 0                        | 네덜란드(연)            | 0     |            |            |                           |                           |          |          |  |  |        |        |
|  | 6월 27일 - 요하네스버그   |                          | 네덜란드(연)            | 0     |            |            |                           |                           |          |          |  |  |        |        |
|  |                           | 스페인                   | 1                       |       |            |            |                           |                           |          |          |  |  |        |        |
|  | 아르헨티나                | 스페인                   | 1                       | 3     |            |            |                           |                           |          |          |  |  |        |        |
|  | 아르헨티나                | 7월 3일 - 케이프타운     |                         | 3     |            |            |                           |                           |          |          |  |  |        |        |
|  | 멕시코                    | 1                        |                         |       |            |            |                           |                           |          |          |  |  |        |        |
|  | 멕시코                    | 1                        | 아르헨티나              | 0     |            |            |                           |                           |          |          |  |  |        |        |
|  | 6월 27일 - 블룸폰테인     |                          | 아르헨티나              | 0     |            |            |                           |                           |          |          |  |  |        |        |
|  |                           | 독일                     | 4                       |       |            |            |                           |                           |          |          |  |  |        |        |
|  | 독일                      | 독일                     | 4                       | 4     |            |            |                           |                           |          |          |  |  |        |        |
|  | 독일                      |                          | 7월 7일 - 더반          | 4     |            |            |                           |                           |          |          |  |  |        |        |
|  | 잉글랜드                  | 1                        |                         |       |            |            |                           |                           |          |          |  |  |        |        |
|  | 잉글랜드                  | 1                        | 독일                    | 0     |            |            |                           |                           |          |          |  |  |        |        |
|  | 6월 29일 - 프리토리아     |                          | 독일                    | 0     |            |            |                           |                           |          |          |  |  |        |        |
|  |                           | 스페인                   | 1                       |       | 3위 결정전 | 3위 결정전 |                           |                           |          |          |  |  |        |        |
|  | 파라과이 (승)             | 스페인                   | 1                       | 0 (5) | 3위 결정전 | 3위 결정전 |                           |                           |          |          |  |  |        |        |
|  | 파라과이 (승)             | 7월 3일 - 요하네스버그   | 7월 3일 - 요하네스버그  | 0 (5) |            |            | 7월 10일 - 포트엘리자베스 | 7월 10일 - 포트엘리자베스 |          |          |  |  |        |        |
|  | 일본                      | 7월 3일 - 요하네스버그   | 7월 3일 - 요하네스버그  | 0 (3) |            |            | 7월 10일 - 포트엘리자베스 | 7월 10일 - 포트엘리자베스 |          |          |  |  |        |        |
|  | 일본                      | 파라과이                 | 0                       | 0 (3) | 독일       | 3          |                           |                           |          |          |  |  |        |        |
|  | 6월 29일 - 케이프타운     | 파라과이                 | 0                       |       | 독일       | 3          |                           |                           |          |          |  |  |        |        |
|  |                           | 스페인                   | 1                       |       | 우루과이   | 2          |                           |                           |          |          |  |  |        |        |
|  | 스페인                    | 스페인                   | 1                       | 1     | 우루과이   | 2          |                           |                           |          |          |  |  |        |        |
|  | 스페인                    |                          |                         | 1     |            |            |                           |                           |          |          |  |  |        |        |
|  | 포르투갈                  | 0                        |                         |       |            |            |                           |                           |          |          |  |  |        |        |
|  | 포르투갈                  | 0                        |                         |       |            |            |                           |                           |          |          |  |  |        |        |

## 16강전

### 우루과이 vs 대한민국
우루과이와 대한민국이 16강 1경기에서 격돌하였다. 경기는 포트엘리자베스의 넬슨만델라베이 경기장에서 30,597명의 비교적 적은 관중들 앞에서 치러졌다. 우루과이가 이 경기에서 2-1로 이겼다. 우루과이의 두 골은 모두 루이스 수아레스가 득점하였는데, 2번째 골은 80분에 터졌고, 1-1의 팽팽한 균형을 무너뜨렸다. 수아레스의 첫 골은 디에고 포를란이 왼쪽으로 차올린 낮은 크로스로부터 나왔는데, 이를 대한민국 수비진이 잘못 대처하면서 수아레스가 후방에서 쇄도해 득점할 수 있었다. 우루과이는 이후 방어 태세로 내려 앉으면서, 대한민국은 더 많은 득점 기회를 잡았다. 결국 이청용이 68분에 프리킥을 헤딩골로 연결하여 승부를 원점으로 돌렸다. 대한민국은 경기를 뒤집을 기회를 잡기도 했지만, 수아레스가 80분에 페널티 구역 밖에서 16미터를 감아차 골대를 치고 골망으로 빨려들어가는 우루과이의 결승골을 득점하였다. 수아레스의 결승골은 대회 최고의 골들 중 하나로 회자되었다. 대한민국은 막판에 또다시 득점 기회를 날려버렸고, 우루과이는 이 경기에서의 승리로 1970년 대회 이래 처음으로 8강에 진출하였고, 가나를 상대하게 되었다. 경기 후, 오스카르 타바레스 우루과이 감독은 승리를 해외 최상급 구단에서 뛴 경험이 있는 몇몇 선수들에게 공을 돌렸다. 한편 허정무 대한민국 감독은 대한민국이 경기를 "지배"했고, 우루과이의 득점이 모두 "운"으로 기록되었다고 주장하였다.

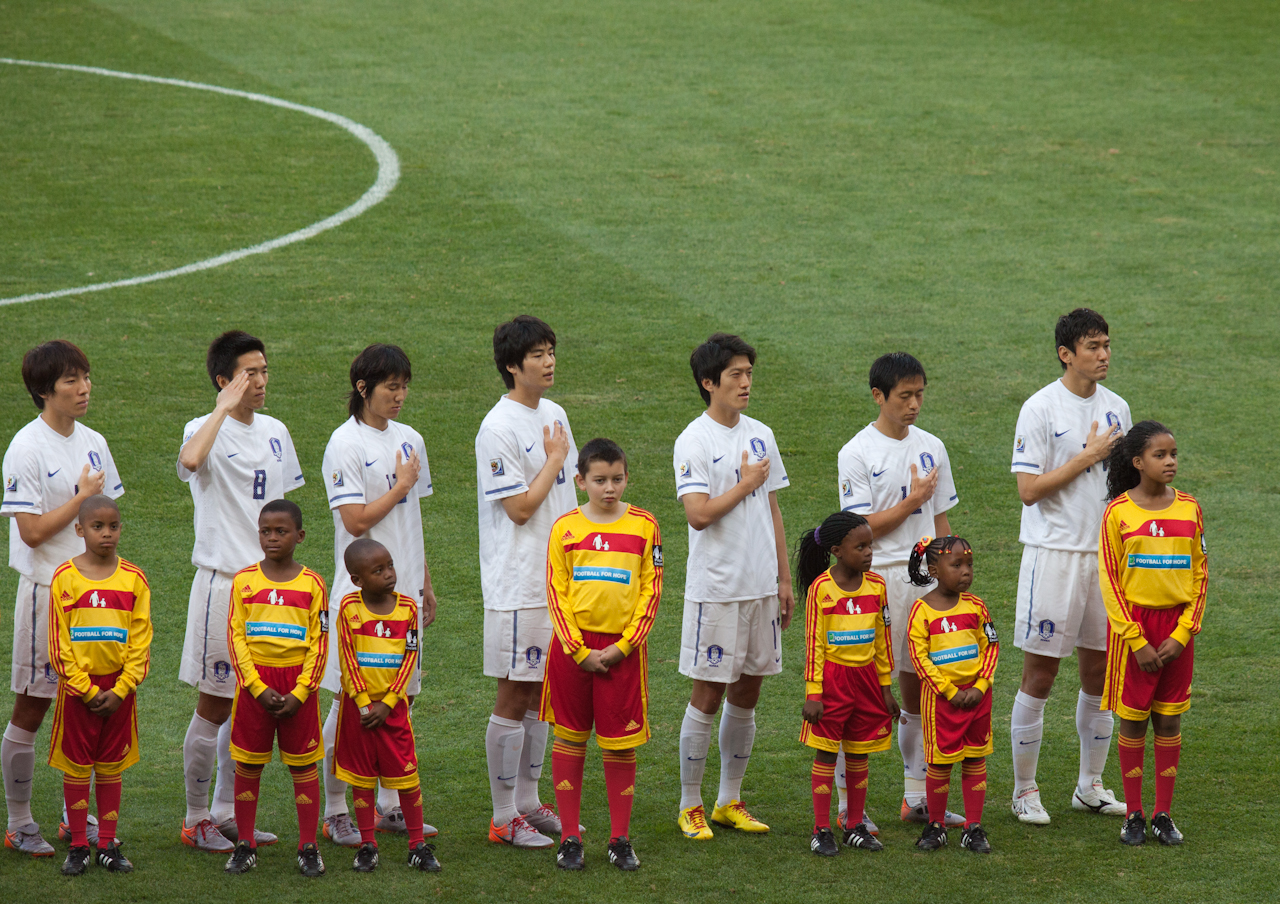
국가 연주 중 경례하는 대한민국 선수들

| 우루과이         | 2 – 1  | 대한민국   |
| ---------------- | ------ | ---------- |
| 수아레스 8′, 80′ | 리포트 | 68′ 이청용 |

| 우루과이 | 대한민국 |

| GK                | 1  | 페르난도 무슬레라    |  |     |
| RB                | 16 | 막시 페레이라        |  |     |
| CB                | 2  | 디에고 루가노 (주장) |  |     |
| CB                | 3  | 디에고 고딘          |  | 46′ |
| LB                | 4  | 호르헤 푸실레        |  |     |
| RM                | 17 | 에히디오 아레발로    |  |     |
| DM                | 15 | 디에고 페레스        |  |     |
| LM                | 11 | 알바로 페레이라      |  | 74′ |
| RF                | 7  | 에딘손 카바니        |  |     |
| CF                | 10 | 디에고 포를란        |  |     |
| LF                | 9  | 루이스 수아레스      |  | 84′ |
| 교체 선수:        |    |                      |  |     |
| DF                | 6  | 마우리시오 빅토리노  |  | 46′ |
| MF                | 14 | 니콜라스 로데이로    |  | 74′ |
| MF                | 20 | 알바로 페르난데스    |  | 84′ |
| 감독:             |    |                      |  |     |
| 오스카르 타바레스 |    |                      |  |     |

| GK         | 18 | 정성룡        |     |     |
| RB         | 22 | 차두리        | 69′ |     |
| CB         | 4  | 조용형        | 83′ |     |
| CB         | 14 | 이정수        |     |     |
| LB         | 12 | 이영표        |     |     |
| CM         | 16 | 기성용        |     | 85′ |
| CM         | 8  | 김정우        | 38′ |     |
| RW         | 13 | 김재성        |     | 61′ |
| AM         | 7  | 박지성 (주장) |     |     |
| LW         | 17 | 이청용        |     |     |
| CF         | 10 | 박주영        |     |     |
| 교체 선수: |    |               |     |     |
| FW         | 20 | 이동국        |     | 61′ |
| MF         | 19 | 염기훈        |     | 85′ |
| 감독:      |    |               |     |     |
| 허정무     |    |               |     |     |

| 최우수 선수: 루이스 수아레스 (우루과이) 부심: 얀-헨드리크 잘버 (독일) 미케 피켈 (독일) 대기심: 호엘 아길라르 (엘살바도르) 후보 대기심: 후안 숨바 (엘살바도르) |

### 미국 vs 가나

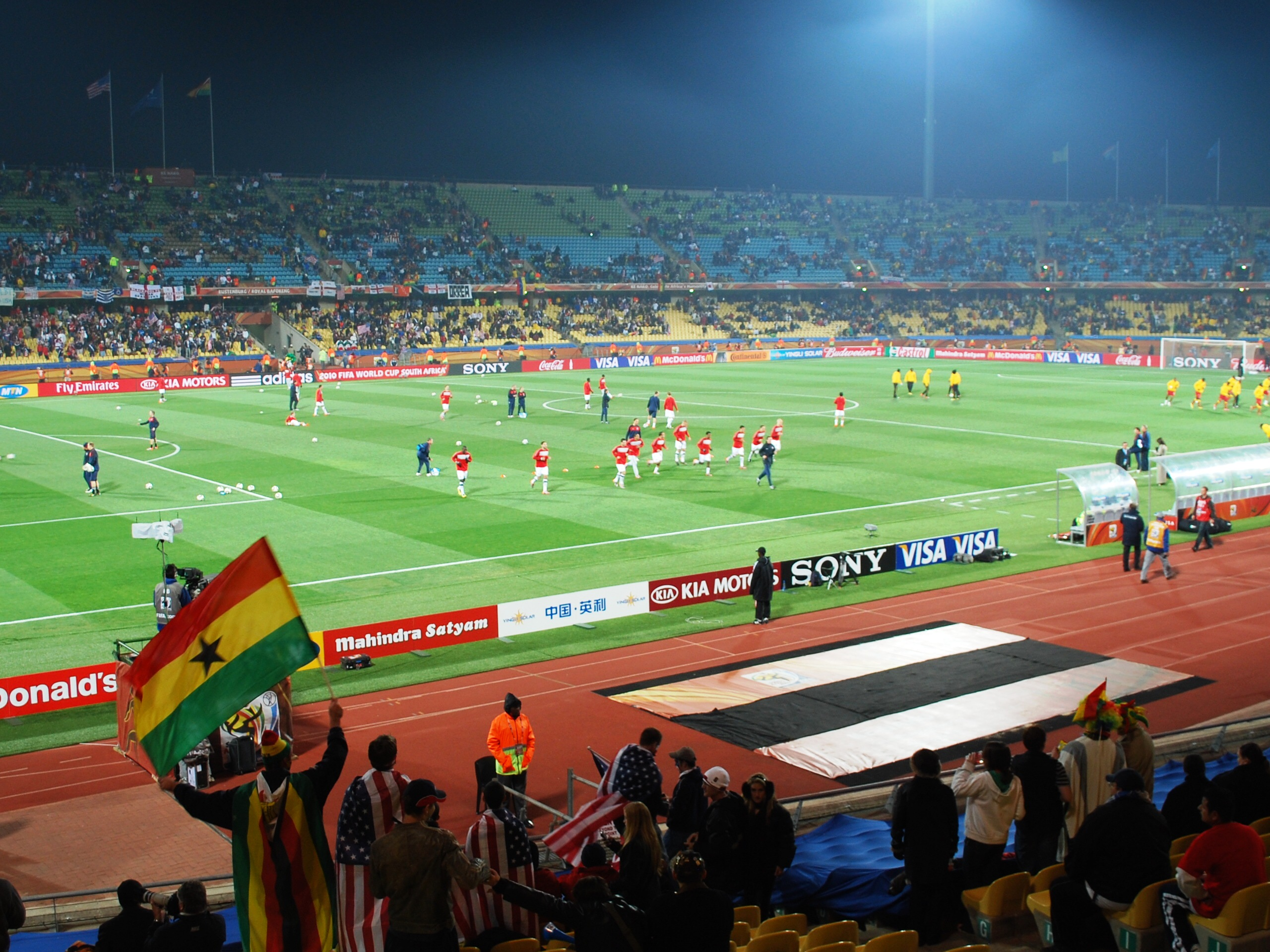
경기를 준비하는 양팀 선수들

미국과 가나와의 경기는 2010년 6월 26일, 루스텐버그의 로열 바포켕 스타디움에서 열렸다. 이 경기는 1900만명의 미국인들이 시청하여, 미국 텔레비전 역사상 가장 높은 시청률을 기록한 경기가 되었다. 경기는 가나의 아사모아 잔이 연장전에 1-1의 동률을 깨는 것으로 끝났다. 케빈-프린스 보아텡이 5분만에 가나의 선제골을 뽑아냈다. 이 골은 리카도 클라크의 실수에 의해 창출되었는데, 그는 중원에서 가나에게 공을 헌납했다. 보아텡은 페널티 구역 가장자리까지 공을 끌고 간 뒤 미국의 수문장 팀 하워드를 낮은 왼발 슛으로 제쳤다. 랜던 도너번은 62분에 클린트 뎀프시가 조너선 멘사에게 걸려 넘어져 얻어낸 페널티킥으로 동점골을 넣었다. 미국은 결승골을 넣을 기회를 잡았지만, 가나의 골키퍼 리차드 킹슨을 넘기에는 역부족이었다. 경기는 연장전에 돌입하였다. 연장 시작 3분만에 잔이 높게 뜬 공을 가슴으로 잡아낸 후, 두 수비수를 제압하고 결승골을 득점하였다.경기 후, 밀로반 라예바치 감독은 그의 팀에게 "세계에서 가장 뛰어난 8개팀" 중 하나가 된 것에 대해 찬사를 보냈지만, 우루과이와의 8강전에 부상이나 징계로 출전하지 못하게 된 것에 걱정하였다. 수닐 굴라티 미국 축구 연맹 회장은 8강행 좌절을 아쉬워하였고, 미국 내 축구 저변을 올릴 필요가 있다고 주장하였다.
| 미국                  | 1 – 2 (연장전) | 가나               |
| --------------------- | -------------- | ------------------ |
| 도너번 62′ (페널티골) | 리포트         | 5′ 보아텡 · 93′ 잔 |

| 미국 | 가나 |

| GK          | 1  | 팀 하워드                  |     |     |
| RB          | 6  | 스티븐 체룬돌로            | 18′ |     |
| CB          | 15 | 제이 디메리트              |     |     |
| CB          | 3  | 카를로스 보카네그라 (주장) | 68′ |     |
| LB          | 12 | 조너선 본스테인            |     |     |
| CM          | 4  | 마이클 브래들리            |     |     |
| CM          | 13 | 리카도 클라크              | 7′  | 31′ |
| RM          | 8  | 클린트 뎀프시              |     |     |
| LM          | 10 | 랜던 도너번                |     |     |
| CF          | 17 | 조지 앨티도어              |     | 91′ |
| CF          | 20 | 로비 핀들리                |     | 46′ |
| 교체 선수:  |    |                            |     |     |
| MF          | 19 | 모리스 에두                |     | 31′ |
| MF          | 22 | 베니 페일하버              |     | 46′ |
| FW          | 9  | 허큘리스 고메스            |     | 91′ |
| 감독:       |    |                            |     |     |
| 밥 브래들리 |    |                            |     |     |

| GK              | 22 | 리차드 킹슨        |       |      |
| CB              | 4  | 존 판실            |       |      |
| CB              | 5  | 존 멘사 (주장)     |       |      |
| CB              | 8  | 조너선 멘사        | 61′   |      |
| RWB             | 7  | 새뮤얼 잉쿰        |       | 113′ |
| LWB             | 2  | 한스 사르페이      |       | 73′  |
| CM              | 6  | 앤서니 아난        |       |      |
| CM              | 23 | 케빈-프린스 보아텡 |       | 78′  |
| RW              | 21 | 콰드워 아사모아    |       |      |
| LW              | 13 | 앙드레 아예우      | 90+2′ |      |
| CF              | 3  | 아사모아 기안      |       |      |
| 교체 선수:      |    |                    |       |      |
| DF              | 19 | 리 아디            |       | 73′  |
| MF              | 10 | 스티븐 아피아      |       | 78′  |
| MF              | 11 | 설리 문타리        |       | 113′ |
| 감독:           |    |                    |       |      |
| 밀로반 라예바치 |    |                    |       |      |

| 최우수 선수: 앙드레 아유 (가나) 부심: 바모시 티보르 (헝가리) 에뢰시 가보르 (헝가리) 대기심: 마이클 헤스터 (뉴질랜드) 후보 대기심: 테비타 마카시니 (통가) |

### 독일 vs 잉글랜드
독일과 잉글랜드는 블룸폰테인의 프리스테이트 스타디움에서 2010년 6월 27일에 격돌하였다. 독일은 20분에 매슈 업슨과 존 테리의 사이를 비집고 들어온 마누엘 노이어의 골킥을 미로슬라프 클로제가 골로 연결시키며 앞서나갔다. 12분 후, 루카스 포돌스키가 독일이 2점차로 앞서나가게 만들었으나, 37분에 스티븐 제라드의 크로스를 업슨이 머리로 연결하면서 한골을 내주었다. 39분, 논란의 상황이 발생하였다: 프랭크 램퍼드의 슛이 골대를 맞은 뒤 득점선을 명백히 넘어갔는데도 불구하고 골이 취소되었다. 득점이 인정될 경우 잉글랜드가 2-2로 동점을 만들었을 수 있었다. 토마스 뮐러는 후반전에 2차례 득점을 성공시켜 독일이 4-1로 크게 앞서나가게 만들었다. 그의 첫 득점은 67분에 독일의 재빠른 역습으로부터 기록했는데, 바스티안 슈바인슈타이거가 그의 골을 도왔다. 그의 두번째 골은 메수트 외질의 공 배급과 개러스 배리의 실수로부터 나왔다. 경기는 독일의 4-1 완승으로 끝났다. 독일은 아르헨티나를 상대하러 8강에 올라갔다.
유령골 사건은 2012년에 IFAB가 득점선 판독 기술을 축구에 도입하는데 이르렀다.
| 독일                                      | 4 – 1  | 잉글랜드 |
| ----------------------------------------- | ------ | -------- |
| 클로제 20′ · 포돌스키 32′ · 뮐러 67′, 70′ | 리포트 | 37′ 업슨 |

| 독일 | 잉글랜드 |

| GK          | 1  | 마누엘 노이어           |     |     |
| RB          | 16 | 필립 람 (주장)          |     |     |
| CB          | 3  | 아르네 프리드리히       | 47′ |     |
| CB          | 17 | 페어 메르테자커         |     |     |
| LB          | 20 | 제롬 보아텡             |     |     |
| CM          | 7  | 바스티안 슈바인슈타이거 |     |     |
| CM          | 6  | 사미 케디라             |     |     |
| RW          | 13 | 토마스 뮐러             |     | 72′ |
| AM          | 8  | 메수트 외질             |     | 83′ |
| LW          | 10 | 루카스 포돌스키         |     |     |
| CF          | 11 | 미로슬라프 클로제       |     | 72′ |
| 교체 선수:  |    |                         |     |     |
| MF          | 15 | 피오트르 트로호프스키   |     | 72′ |
| FW          | 23 | 마리오 고메스           |     | 72′ |
| FW          | 9  | 슈테판 키슬링           |     | 83′ |
| 감독:       |    |                         |     |     |
| 요아힘 뢰브 |    |                         |     |     |

| GK            | 1  | 데이비드 제임스      |     |     |
| RB            | 2  | 글렌 존슨            | 81′ | 87′ |
| CB            | 15 | 매슈 업슨            |     |     |
| CB            | 6  | 존 테리              |     |     |
| LB            | 3  | 애슐리 콜            |     |     |
| RM            | 16 | 제임스 밀너          |     | 64′ |
| CM            | 8  | 프랭크 램퍼드        |     |     |
| CM            | 14 | 개러스 배리          |     |     |
| LM            | 4  | 스티븐 제라드 (주장) |     |     |
| CF            | 19 | 저메인 데포          |     | 71′ |
| CF            | 10 | 웨인 루니            |     |     |
| 교체 선수:    |    |                      |     |     |
| MF            | 11 | 조 콜                |     | 64′ |
| FW            | 21 | 에밀 헤스키          |     | 71′ |
| MF            | 17 | 숀 라이트필립스      |     | 87′ |
| 감독:         |    |                      |     |     |
| 파비오 카펠로 |    |                      |     |     |

| 최우수 선수: 토마스 뮐러 (독일) 부심: 마우리시오 에스피노사 (우루과이) 파블로 판디노 (우루과이) 대기심: 마르틴 바스케스 (우루과이) 후보 대기심: 미겔 니에바스 (우루과이) |

### 아르헨티나 vs 멕시코

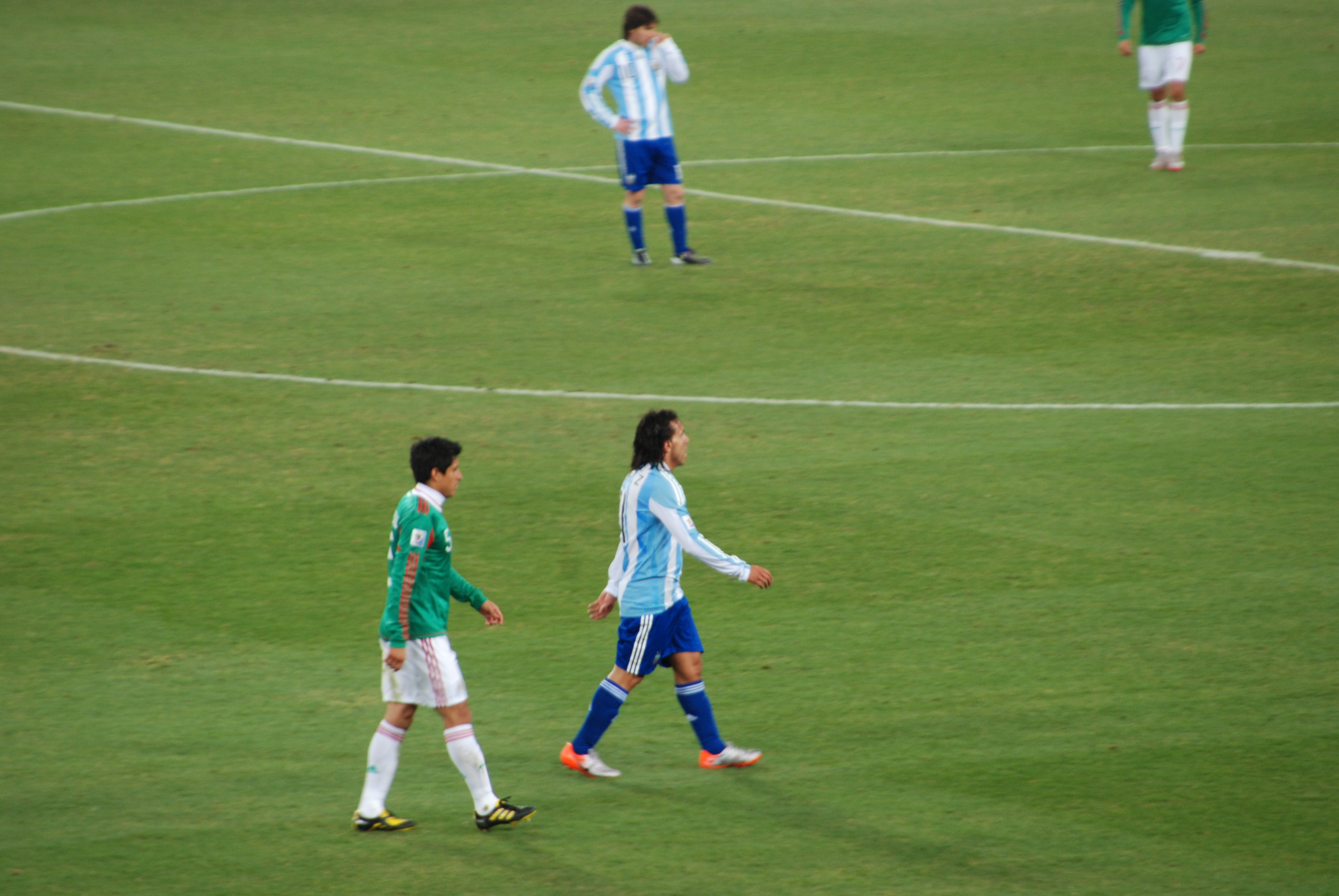
카를로스 테베스 (가운데)의 첫 골은 오프사이드 논란을 야기하였다.

아르헨티나는 멕시코와 2010년 6월 27일, 요하네스버그의 사커 시티에서 만났다. 아르헨티나는 3-1로 이겨 독일과 8강에서 한판 승부를 벌이게 되었다. 경기는 아르헨티나에게 선제골을 가져다준 판정 실수로 얼룩졌다. 카를로스 테베스가 25분에 리오넬 메시의 패스를 받아 골망을 갈랐지만, 되돌려보기에서는 테베스와 골대 사이에 한명도 없어서, 그의 골은 명백히 오프사이드라는 것을 증명하였다. 득점 장면의 되돌려보기 영상이 경기장에도 나왔지만 득점을 인정한 판정은 번복되지 않았다. 테베스는 자신조차 골이 오프사이드인 것을 알았으나, 아무것도 언급하지 않기로 결정했다. 아르헨티나의 추가골은 리카르도 오소리오의 수비 실책으로 나왔는데, 형편 없는 수비수의 패스를 곤살로 이과인이 가로채 골키퍼를 돌아 득점하였다. 테베스는 후반전에 멕시코의 위쪽 구석 골망을 공략하여 한골을 추가해 아르헨티나의 점수차를 3점으로 늘렸다. 하비에르 에르난데스가 71분에 멕시코의 만회골을 넣었지만, 경기를 뒤집기에는 역부족이었고, 아르헨티나가 그대로 3-1 승리를 챙겼다. 하비에르 아기레 멕시코 감독은 경기 후 8강에 진출하겠다는 본래 목표를 달성하지 못했다는 책임감을 지고 사임하였다. 테베스는 첫 득점 당시 오프사이드라는 것을 의식했다고 인정하였지만, 아기레는 자신의 패배의 요인을 심판 판정에 두지 않았다.
| 아르헨티나                   | 3 – 1  | 멕시코         |
| ---------------------------- | ------ | -------------- |
| 테베스 26′, 52′ · 이과인 33′ | 리포트 | 71′ 에르난데스 |

| 아르헨티나 | 멕시코 |

| GK              | 22 | 세르히오 로메로            |  |     |
| RB              | 15 | 니콜라스 오타멘디          |  |     |
| CB              | 2  | 마르틴 데미첼리스          |  |     |
| CB              | 4  | 니콜라스 부르디소          |  |     |
| LB              | 6  | 가브리엘 에인세            |  |     |
| DM              | 14 | 하비에르 마스체라노 (주장) |  |     |
| RM              | 20 | 막시 로드리게스            |  | 87′ |
| LM              | 7  | 앙헬 디 마리아             |  | 79′ |
| AM              | 10 | 리오넬 메시                |  |     |
| CF              | 11 | 카를로스 테베스            |  | 69′ |
| CF              | 9  | 곤살로 이과인              |  |     |
| 교체 선수:      |    |                            |  |     |
| MF              | 8  | 후안 세바스티안 베론       |  | 69′ |
| MF              | 17 | 호나스 구티에레스          |  | 79′ |
| MF              | 23 | 하비에르 파스토레          |  | 87′ |
| 감독:           |    |                            |  |     |
| 디에고 마라도나 |    |                            |  |     |

| GK              | 1  | 오스카르 페레스        |     |     |
| RB              | 5  | 리카르도 오소리오      |     |     |
| CB              | 2  | 프란시스코 로드리게스  |     |     |
| CB              | 4  | 라파엘 마르케스 (주장) | 28′ |     |
| LB              | 3  | 카를로스 살시도        |     |     |
| RM              | 16 | 에프라인 후아레스      |     |     |
| CM              | 6  | 헤라르도 토라도        |     |     |
| LM              | 18 | 안드레스 과르다도      |     | 61′ |
| AM              | 17 | 조바니 도스 산토스     |     |     |
| AM              | 21 | 아돌포 밥티스타        |     | 46′ |
| CF              | 14 | 하비에르 에르난데스    |     |     |
| 교체 선수:      |    |                        |     |     |
| MF              | 7  | 파블로 바레라          |     | 46′ |
| FW              | 9  | 기예르모 프랑코        |     | 61′ |
| 감독:           |    |                        |     |     |
| 하비에르 아기레 |    |                        |     |     |

| 최우수 선수: 카를로스 테베스 (아르헨티나) 부심: 스테파노 아이롤디 (이탈리아) 파올로 칼카뇨 (이탈리아) 대기심: 제롬 데이먼 (남아프리카 공화국) 대기심: 셀레스틴 은타군지라 (르완다) |

### 네덜란드 vs 슬로바키아
네덜란드와 슬로바키아는 2010년 6월 28일, 더반의 모지스 마비다 스타디움에서 한판 승부를 펼쳤다. 네덜란드가 2-1로 이겼다. 네덜란드의 선제골은 18분에 아르옌 로벤의 훌륭한 개인기로 만들어졌고, 그는 이후 슬로바키아 수비를 따돌린 뒤 23미터 지점에서 골을 기록했다. 네덜란드는 후반에 들어서 점수차를 늘릴 기회를 잡았다; 아르연 로번은 득점 상황과 마찬가지로 왼발로 방향을 바꾸어 들어갔지만 얀 무하 슬로바키아 골키퍼가 반대쪽 골대로 향하는 슛을 막았다. 슬로바키아도 2번의 결정적인 기회를 잡았지만 2번 모두 마르틴 스테켈렌뷔르흐의 선방에 막혔다. 네덜란드는 이후 84분에 디르크 카윗이 무방비 상태인 골망쪽으로 건낸 공을 잡은 베슬레이 스네이더르가 슬로바키아 수문장을 넘어 쐐기골을 삽입하면서 승기를 잡았다. 로베르트 비텍은 추가 시간에 페널티킥으로 득점에 성공했지만, 슬로바키아가 쫓아가기에는 너무 늦었었다. 페널티킥은 비테크가 네덜란드 골키퍼 마르턴 스테켈렌뷔르흐한테 넘어지면서 얻은 것이었다. 네덜란드의 승리는 로빈 판 페르시가 교체되어 나가는 도중에 베르트 판 마르바이크 감독에게 불만을 과잉 표출해 먹구름이 드리웠다. 판 마르베이크는 이 사건을 계기로 팀 회의를 열었고, 선수단에는 잉여로 빠지는 전력이 없다고 강조하였다.
| 네덜란드                  | 2 – 1  | 슬로바키아              |
| ------------------------- | ------ | ----------------------- |
| 로번 18′ · 스네이더르 84′ | 리포트 | 90+4′ (페널티골) 비테크 |

| 네덜란드 | 슬로바키아 |

|                      |    |                                   |       |       |
| GK                   | 1  | 마르턴 스테켈렌뷔르흐             | 90+3′ |       |
| RB                   | 2  | 그레고리 판 데르 빌               |       |       |
| CB                   | 3  | 욘 헤이팅아                       |       |       |
| CB                   | 4  | 요리스 마테이선                   |       |       |
| LB                   | 5  | 히오바니 판 브론크호르스트 (주장) |       |       |
| DM                   | 6  | 마르크 판 보멀                    |       |       |
| DM                   | 8  | 나이젤 더 용                      |       |       |
| RW                   | 7  | 디르크 카윗                       |       |       |
| AM                   | 10 | 베슬레이 스네이더르               |       | 90+2′ |
| LW                   | 11 | 아르옌 로벤                       | 31′   | 71′   |
| CF                   | 9  | 로빈 판 페르시                    |       | 80′   |
| 교체 선수:           |    |                                   |       |       |
| FW                   | 17 | 엘제로 엘리아                     |       | 71′   |
| FW                   | 21 | 클라스-얀 훈텔라르                |       | 80′   |
| MF                   | 20 | 이브라힘 아펠라이                 |       | 90+2′ |
| 감독:                |    |                                   |       |       |
| 베르트 판 마르베이크 |    |                                   |       |       |

| GK                | 1  | 얀 무하               |     |     |
| RB                | 2  | 페테르 페카리크       |     |     |
| CB                | 3  | 마르틴 슈크르텔       | 84′ |     |
| CB                | 16 | 얀 듀리차             |     |     |
| LB                | 5  | 라도슬라우 자바브니크 |     | 88′ |
| DM                | 19 | 유라이 쿠츠카         | 40′ |     |
| RM                | 7  | 블라디미르 베이스     |     |     |
| LM                | 15 | 미로슬라우 스토흐     |     |     |
| AM                | 17 | 마렉 함식 (주장)      |     | 87′ |
| CF                | 18 | 에리크 옌드리셰크     |     | 71′ |
| CF                | 11 | 로베르트 비텍         |     |     |
| 교체 선수:        |    |                       |     |     |
| MF                | 20 | 카밀 코푸네크         | 72′ | 71′ |
| MF                | 10 | 마레크 사파라         |     | 87′ |
| FW                | 14 | 마르틴 야쿱코         |     | 88′ |
| 감독:             |    |                       |     |     |
| 블라디미르 베이스 |    |                       |     |     |

| 최우수 선수: 아르연 로번 (네덜란드) 부심: 후안 카를로스 유스테 히메네스 (스페인) 페르민 마르티네스 이바네스 (스페인) 대기심: 스테판 라누아 (프랑스) 후보 대기심: 로랑 위고 (프랑스) |

### 브라질 vs 칠레
요하네스버그의 엘리스 파크 스타디움에서 열린 2010년 6월 28일자 경기에서는 브라질이 칠레를 3-0으로 손쉽게 이기고 네덜란드와 8강에서 만났다. 브라질의 첫 골은 마이콩의 34분 코너킥으로부터 나왔는데, 견제를 받지 않던 주앙이 이를 머리로 강타하여 선제골을 성공시켰다. 브라질은 5분도 안되어서 점수차를 두배로 늘렸는데, 호비뉴와 카카의 개인기가 칠레의 골키퍼를 넘기는 루이스 파비아누의 마무리로 이어졌고. 호비뉴는 공을 먼 거리에서 끌고 온 하미레스의 공을 받아 결승골을 넣어 후반전에 팀에게 스스로 승리를 가져다 주었다. 경기 후, 마르셀로 비엘사 칠레 감독은 자신의 선수들이 압도당했고, 자신이 처한 상황에서 브라질 팀의 압도적인 능력에 "거의 할 수 있는 일이 없었다"고 의견을 건냈다.

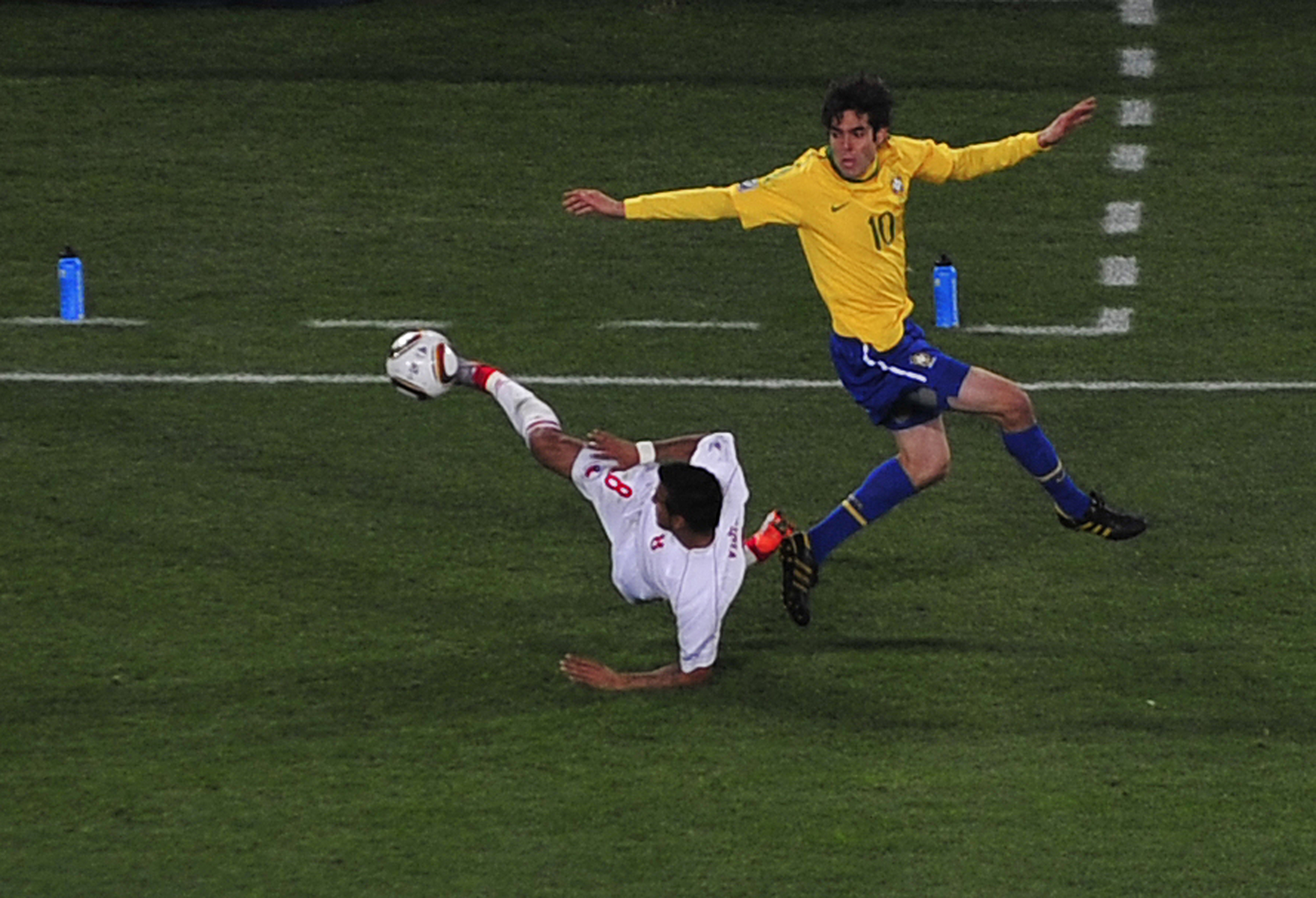
브라질의 카카를 상대하는 칠레의 비달

| 브라질                                      | 3 – 0  | 칠레 |
| ------------------------------------------- | ------ | ---- |
| 주앙 34′ · 루이스 파비아누 38′ · 호비뉴 59′ | 리포트 |      |

| 브라질 | 칠레 |

| GK         | 1  | 줄리우 세자르     |     |     |
| RB         | 2  | 마이콩            |     |     |
| CB         | 3  | 루시우 (주장)     |     |     |
| CB         | 4  | 주앙              |     |     |
| LB         | 6  | 미셰우 바스투스   |     |     |
| DM         | 8  | 지우베르투 시우바 |     |     |
| RM         | 13 | 다니 아우베스     |     |     |
| LM         | 18 | 하미레스          | 72′ |     |
| AM         | 10 | 카카              | 30′ | 81′ |
| SS         | 11 | 호비뉴            |     | 85′ |
| CF         | 9  | 루이스 파비아누   |     | 76′ |
| 교체 선수: |    |                   |     |     |
| FW         | 21 | 니우마르          |     | 76′ |
| MF         | 20 | 클레베르송        |     | 81′ |
| DF         | 16 | 지우베르투        |     | 85′ |
| 감독:      |    |                   |     |     |
| 둥가       |    |                   |     |     |

| GK              | 1  | 클라우디오 브라보 (주장) |     |     |
| RB              | 4  | 마우리시오 이슬라        |     | 62′ |
| CB              | 5  | 파블로 콘트레라스        |     | 46′ |
| CB              | 18 | 곤살로 하라              |     |     |
| LB              | 2  | 이스마엘 푸엔테스        | 68′ |     |
| RM              | 8  | 아르투로 비달            | 47′ |     |
| CM              | 6  | 카를로스 카르모나        |     |     |
| LM              | 15 | 장 보세주르              |     |     |
| RW              | 7  | 알렉시스 산체스          |     |     |
| CF              | 9  | 움베르토 수아소          |     |     |
| LW              | 11 | 마르크 곤살레스          |     | 46′ |
| 교체 선수:      |    |                          |     |     |
| MF              | 10 | 호르헤 발디비아          |     | 46′ |
| MF              | 21 | 로드리고 테요            |     | 46′ |
| MF              | 20 | 로드리고 미야르          | 80′ | 62′ |
| 감독:           |    |                          |     |     |
| 마르셀로 비엘사 |    |                          |     |     |

| 최우수 선수: 호비뉴 (브라질) 부심: 마이크 물라키 (잉글랜드) 대런 칸 (잉글랜드) 대기심: 마르틴 한손 (스웨덴) 후보 대기심: 스테판 비트베리 (스웨덴) |

### 파라과이 vs 일본
2010년 6월 29일, 파라과이와 일본이 프리토리아의 로프터스 버스펠드 스타디움에 격돌하였다. 경기는 120분간 0-0 무득점으로 양팀이 침묵한 가운데 승부차기로 다음 라운드 진출자가 결정되었다. 파라과이가 승부차기에서 승리함에 따라 사상 첫 FIFA 월드컵 8강행에 성공하였다. 경기는 매우 지루하게 진행됐는데, 일본은 수비적이 태세로 나섰고, 이에 파라과이도 탄탄한 수비를 유지하며 응수하였다. 전반전에는 루카스 바리오스가 득점 기회를 잡았지만 막혔고, 얼마 지나지 않아 마쓰이 다이스케의 슛이 파라과이 골대를 강타하였다. 후반전도 비슷하게 진행되었는데, 간간히 경기를 끌기 보다는 득점 기회를 잡으려는 노력이 보였다. 결국 경기는 연장전까지 무득점으로 끝나게 되었다. 승부차기로 이어졌고, 일본의 고마노 유이치가 승부차기에서 실축하였다. 반면, 파라과이는 5명의 주자가 모두 골망을 갈라 간신히 8강에 진출할 수 있었다. 경기 후 오카다 다케시 일본 감독이 임기를 마쳐 지휘봉을 내려놓았고, 나카무라 슌스케도 국가대표팀 은퇴를 선언하였다.
| 파라과이                                         | 0 – 0 (연장전) | 일본                          |
| ------------------------------------------------ | -------------- | ----------------------------- |
|                                                  | 리포트         |                               |
| 승부차기                                         |                |                               |
| 바레토 · 바리오스 · 리베로스 · 발데스 · 카르도소 | 5 – 3          | 엔도 · 하세베 · 고마노 · 혼다 |

| 파라과이 | 일본 |

| GK                | 1  | 후스토 비야르 (주장) |      |     |
| RB                | 6  | 카를로스 보네트      |      |     |
| CB                | 14 | 파울로 다 실바       |      |     |
| CB                | 21 | 안톨린 알카라스      |      |     |
| LB                | 3  | 클라우디오 모렐      |      |     |
| DM                | 20 | 네스토르 오르티고사  |      | 75′ |
| CM                | 13 | 엔리케 베라          |      |     |
| CM                | 16 | 크리스티안 리베로스  | 118′ |     |
| RW                | 9  | 로케 산타 크루스     |      | 94′ |
| LW                | 10 | 에드가르 베니테스    |      | 60′ |
| CF                | 19 | 루카스 바리오스      |      |     |
| 교체 선수:        |    |                      |      |     |
| FW                | 18 | 넬손 발데스          |      | 60′ |
| MF                | 8  | 에드가르 바레토      |      | 75′ |
| FW                | 7  | 오스카르 카르도소    |      | 94′ |
| 감독:             |    |                      |      |     |
| 헤라르도 마르티노 |    |                      |      |     |

| GK            | 21 | 가와시마 에이지        |       |      |
| RB            | 3  | 고마노 유이치          |       |      |
| CB            | 22 | 나카자와 유지          |       |      |
| CB            | 4  | 다나카 마르쿠스 툴리우 |       |      |
| LB            | 5  | 나가토모 유토          | 72′   |      |
| DM            | 2  | 아베 유키              |       | 81′  |
| CM            | 17 | 하세베 마코토 (주장)   |       |      |
| CM            | 7  | 엔도 야스히토          | 113′  |      |
| RW            | 8  | 마쓰이 다이스케        | 58′   | 65′  |
| LW            | 16 | 오쿠보 요시토          |       | 106′ |
| CF            | 18 | 혼다 케이스케          | 90+3′ |      |
| 교체 선수:    |    |                        |       |      |
| FW            | 9  | 오카자키 신지          |       | 65′  |
| MF            | 14 | 나카무라 겐고          |       | 81′  |
| FW            | 11 | 다마다 게이지          |       | 106′ |
| 감독:         |    |                        |       |      |
| 오카다 다케시 |    |                        |       |      |

| 최우수 선수: 혼다 케이스케 (일본) 부심: 페터르 헤르만스 (벨기에) 발터르 프로만스 (벨기에) 대기심: 피터 오리어리 (뉴질랜드) 후보 대기심: 매슈 타로 (솔로몬 제도) |

### 스페인 vs 포르투갈
스페인은 이베리아의 숙적 포르투갈을 1-0으로 돌렷세우고 8강에 올라 파라과이와 마주쳤다. 경기는 2010년 6월 29일 화요일, 케이프타운의 그린 포인트 스타디움에서 열렸다. 스페인은 한때 점유율을 62%까지 올릴 정도로 경기를 지배했고, 우구 알메이다의 결정적인 득점 기회를 포함해 몇 번의 포르투갈 득점 기회를 전반전에 막아냈다. 후반전에 들어 포르투갈의 공격 횟수가 줄어들었고, 페르난도 요렌테가 페르난도 토레스 대신 투입되면서 스페인 국가대표팀의 전력에 변화가 생겼다. 이 경기의 득점은 63분에 딱 한번 나왔다: 다비드 비야는 샤비의 훌륭한 패스를 받아내어 첫 슛이 막혔지만, 튀어 나온 공을 다시 잡아 골망 위쪽을 강타했다. 경기 이후에 나온 되돌려보기에서는 득점이 오프사이드 위치에서 기록한 것으로 나왔다. (ESPN 축에 의하면 0.22m 앞으로 나왔다.)

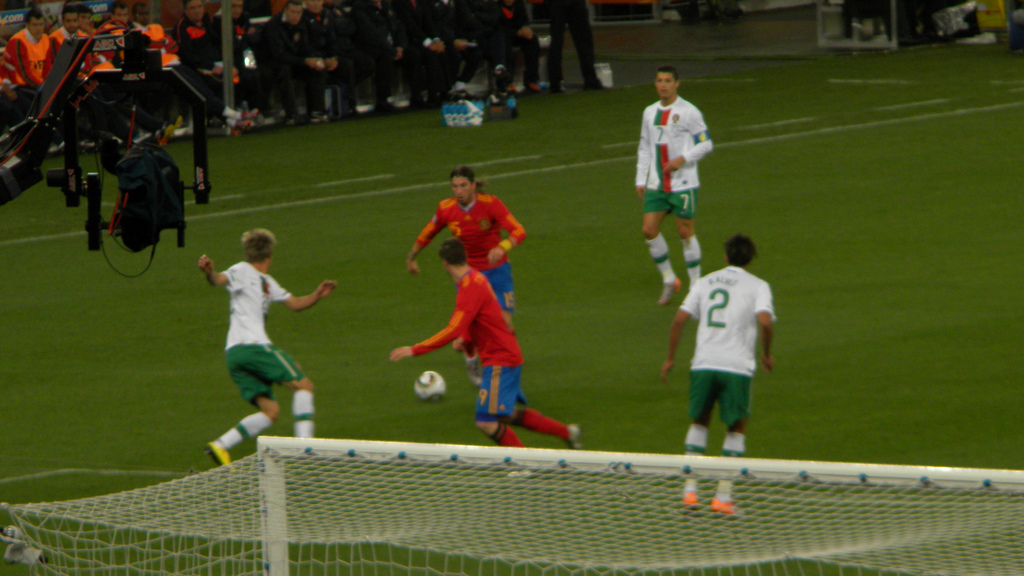
스페인의 세르히오 라모스가 페르난도 토레스에 공을 건네주는 와중에 포르투갈의 파비우 코엔트랑, 브루누 알베스, 그리고 크리스티아누 호날두가 이를 경계하고 있다.

| 스페인   | 1 – 0  | 포르투갈 |
| -------- | ------ | -------- |
| 비야 63′ | 리포트 |          |

| 스페인 | 포르투갈 |

| GK               | 1  | 이케르 카시야스 (주장) |     |       |
| RB               | 15 | 세르히오 라모스        |     |       |
| CB               | 3  | 제라르드 피케          |     |       |
| CB               | 5  | 카를레스 푸욜          |     |       |
| LB               | 11 | 후안 캅데빌라          |     |       |
| CM               | 16 | 세르지오 부스케츠      |     |       |
| CM               | 14 | 샤비 알론소            | 74′ | 90+3′ |
| RM               | 8  | 샤비                   |     |       |
| LM               | 6  | 안드레스 이니에스타    |     |       |
| SS               | 7  | 다비드 비야            |     | 88′   |
| CF               | 9  | 페르난도 토레스        |     | 58′   |
| 교체 선수:       |    |                        |     |       |
| FW               | 19 | 페르난도 요렌테        |     | 58′   |
| FW               | 17 | 페드로                 |     | 88′   |
| DF               | 4  | 카를로스 마르체나      |     | 90+3′ |
| 감독:            |    |                        |     |       |
| 비센테 델 보스케 |    |                        |     |       |

| GK                | 1  | 에두아르두                 |     |     |
| RB                | 21 | 히카르두 코스타            | 89′ |     |
| CB                | 6  | 히카르두 카르발류          |     |     |
| CB                | 2  | 브루누 알베스              |     |     |
| LB                | 23 | 파비우 코엔트랑            |     |     |
| DM                | 15 | 페페                       |     | 72′ |
| CM                | 19 | 티아구                     | 80′ |     |
| CM                | 16 | 하울 메이렐레스            |     |     |
| RW                | 11 | 시망 사브로자              |     | 72′ |
| LW                | 7  | 크리스티아누 호날두 (주장) |     |     |
| CF                | 18 | 우구 알메이다              |     | 58′ |
| 교체 선수:        |    |                            |     |     |
| MF                | 10 | 다니                       |     | 58′ |
| FW                | 9  | 리에드송                   |     | 72′ |
| MF                | 8  | 페드루 멘드스              |     | 72′ |
| 감독:             |    |                            |     |     |
| 카를루스 케이로스 |    |                            |     |     |

| 최우수 선수: 샤비 (스페인) 부심: 에르난 마이다나 (아르헨티나) 리카르도 카사스 (아르헨티나) 대기심: 카를로스 바트레스 (과테말라) 후보 대기심: 카를로스 파스트라나 (온두라스) |

## 8강전

### 네덜란드 vs 브라질
네덜란드와 브라질간의 8강 첫경기는 2010년 7월 2일, 포트엘리자베스의 넬슨만델라베이 경기장에서 열렸다. 네덜란드는 0-1의 열세를 극복하여 2-1 역전승을 거두고, FIFA 월드컵 5회 우승국 브라질을 대회에서 탈락시켰다. 네덜란드는 경기 전 요리스 마테이선이 부상당했다는 비보를 전해 받았다. 그를 대신하여 안드레 오이여르가 섰고, 그와 함께 중앙 수비로 섰던 욘 헤이팅아가 10분에 저지른 실수로 펠리페 멜루의 침투 패스를 걷어내지 못하였고, 수비의 견제를 받지 않은 호비뉴에게 브라질의 선제골을 실점하였다. 전반전의 남은 35분간 네덜란드는 브라질의 수비에 고전하였고, 브라질에게 추가골을 얻어맞는 것을 막기 위해 마르틴 스테켈렌뷔르흐의 선방에 의존해야 했다. 그러나, 후반 시작 8분만에 네덜란드는 베슬레이 스네이더르의 골로 승부를 원점으로 되돌렸다. 득점은 본래 펠리페 멜루의 자책골로 기록되었으나, FIFA가 판정을 번복하여 스네이더르의 득점으로 기록을 수정했다. 동점을 기록한지 얼마 지나지 않아 네덜란드는 디르크 카윗에 굴절된 아르연 로번의 68분 코너킥을 스네이더르가 머리로 마무리 지으며 경기를 뒤집었다. 브라질은 펠리피 멜루가 로번을 밟은 것으로 퇴장당하면서 승부를 원점으로 되돌릴 희망까지 꺼졌다. 네덜란드는 1점차를 끝까지 지켜내어 준결승 진출권을 획득하였다. 둥가 브라질 감독은 계약의 만료로 지휘봉을 내려놓을 것임을 재확인 시켰고, 브라질의 패배에 책임을 졌다. 베르트 판 마르바이크 네덜란드 감독은 자신의 팀을 도발했다고 주장하는 브라질을 말로 찔러댔는데, 멜루가 로벤을 밟은 것을 "브라질 축구의 수치"라고 덧붙였다.
| 네덜란드            | 2 – 1  | 브라질     |
| ------------------- | ------ | ---------- |
| 스네이더르 53′, 68′ | 리포트 | 10′ 호비뉴 |

| 네덜란드 | 브라질 |

| GK                   | 1  | 마르틴 스테켈렌뷔르흐             |     |     |
| RB                   | 2  | 그레고리 판 데르 빌               | 47′ |     |
| CB                   | 3  | 욘 헤이팅아                       | 14′ |     |
| CB                   | 13 | 안드레 오이여르                   | 76′ |     |
| LB                   | 5  | 히오바니 판 브론크호르스트 (주장) |     |     |
| DM                   | 6  | 마르크 판 보멀                    |     |     |
| DM                   | 8  | 나이젤 더 용                      | 64′ |     |
| RW                   | 11 | 아르옌 로벤                       |     |     |
| AM                   | 10 | 베슬레이 스네이더르               |     |     |
| LW                   | 7  | 디르크 카윗                       |     |     |
| CF                   | 9  | 로빈 판 페르시                    |     | 85′ |
| 교체 선수:           |    |                                   |     |     |
| FW                   | 21 | 클라스-얀 훈텔라르                |     | 85′ |
| 감독:                |    |                                   |     |     |
| 베르트 판 마르바이크 |    |                                   |     |     |

| GK         | 1  | 줄리우 세자르     |     |     |
| RB         | 2  | 마이콩            |     |     |
| CB         | 3  | 루시우 (주장)     |     |     |
| CB         | 4  | 주앙              |     |     |
| LB         | 6  | 미셰우 바스투스   | 37′ | 62′ |
| DM         | 5  | 펠리피 멜루       | 73′ |     |
| RM         | 13 | 다니 아우베스     |     |     |
| LM         | 8  | 지우베르투 시우바 |     |     |
| AM         | 10 | 카카              |     |     |
| SS         | 11 | 호비뉴            |     |     |
| CF         | 9  | 루이스 파비아누   |     | 77′ |
| 교체 선수: |    |                   |     |     |
| DF         | 16 | 지우베르투        |     | 62′ |
| FW         | 21 | 니우마르          |     | 77′ |
| 감독:      |    |                   |     |     |
| 둥가       |    |                   |     |     |

| 최우수 선수 베슬레이 스네이더르 (네덜란드) 부심: 정해상 (대한민국) 사가라 도루 (일본) 대기심: 칼릴 알 감디 (사우디아라비아) 후보 대기심: 하산 캄라니파르 (이란) |

### 우루과이 vs 가나

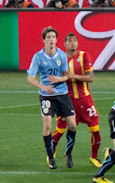
신경전을 펼치는 케빈-프린스 보아텡과 알바로 페르난데스

우루과이와 가나가 네덜란드와 치를 준결승전의 한자리를 놓고 2010년 7월 2일에 요하네스버그의 사커 시티에서 경합하였다. 이 두 성인 대표팀이 주요 대회에서 맞대결을 벌인 경우는 이번이 처음이었다. 연장전까지 포함해 120분간의 반전 있는 승부 끝에 경기는 1-1로 종료되었고, 우루과이가 승부차기에서 4-2로 이겼다. 우루과이는 경기 초반을 지배해 나갔지만, 전반전에 디에고 루가노를 부상으로 잃었다. 전반 종료를 앞두고 가나가 우루과이가 내준 기회를 설리 문타리의 36미터 골로 응수하며 앞서나갔다. 후반이 시작된 지 얼마 지나지 않아 디에고 포를란이 가나 문전 왼쪽에서 프리킥을 찼고 이것이 가나 골키퍼 리차드 킹스턴의 머리를 넘어가 동점골이 되었다. 양 팀은 모두 결승골을 넣을 기회를 잡았지만, 경기는 1-1 동점으로 승부가 나지 않으면서 연장전으로 이어졌다. 연장전 막판, 가나는 프리킥으로 페널티 구역 내에 공을 보냈다; 루이스 수아레스가 스티븐 아피아의 슛을 득점선 앞에서 막아냈다. 튀어오른 공은 도미니크 아디이아가 골망으로 향하도록 머리로 강타했지만, 그에 대응하여 수아레스가 손으로 슛을 막아 연장전 결승골이 될수도 있었던 골을 무산시켰고, 레드카드를 받아 퇴장당했다. 이어사 아사모아 기안이 페널티킥을 찼지만 골대를 강타했고, 수아레스는 환호했다. 승부차기에서 잔은 주자로 나와 골망을 갈랐고, 이후 페르난도 무슬레라 우루과이 골키퍼가 존 멘사 가나 주장 (가나의 세번째 주자)의 슛을 선방하기 전까지 모든 주자가 성공했다. 우루과이의 막시 페레이라도 골대를 강타했지만, 아디이아의 페널티킥도 무슬레라가 잡아냈다. 우루과이의 마지막 주자인 세바스티안 아브레우가 파넨카킥으로 가볍게 차넣어 조국에 승리를 안겨주었다.
경기 후, 수아레스는 디에고 마라도나가 1986년 FIFA 월드컵에서 디에고 마라도나가 득점한 악명 높은 신의 손을 짚어 내며 "나는 이 대회 최고의 선방을 해냈다."고 말하였고, "'신의 손'은 이제 나의 수식어이다." 라고 덧붙였다. 수아레스는 당시 다른 도리가 없어 본능적으로 손을 뻗었다고 밝혔다. 포를란은 "수아레스는 이번에 득점을 성공하는 대신에 선방을 했고, 그가 경기에서 패하는 것을 막았다고 생각한다."라며 수아레스에 맞장구를 쳤다. 밀로반 라예바치 가나 감독은 "부당한 행위"라고 비난하였고, 수아레스는 "악역" 혹은 "사기꾼"으로 낙인찍었다. 그러나 오스카르 타바레스 우루과이 감독은 그렇게 낙인찍는 것은 너무 가혹하다고 주장했다: "자, 페널티 구역에서 공을 손으로 만졌고, 수아레스는 레드카드를 받고 퇴장당했습니다. 가나가 사기친 것 때문에 경기를 졌다고 생각하는 것은 너무 가혹합니다. 우리는 규정에 준수해야 했습니다. 이건 제 선수가 저지른 실수일 수는 있다고 생각하지만, '사기쳤다'는 이 상황에 맞지 않는 단어 같습니다." 가나는 이 경기에서 승리했을 경우 아프리카의 마지막 생존국이 되었을 것이고, 아프리카는 처음으로 준결승 진출국을 배출했을 수도 있었다. 따라서, 수아레스는 "아프리카 전 대륙을 분노케 했다"고 볼 수 있다. 하지만 다른 시각에서 준결승 진출을 위해 불운한 상황에서 승리를 위해 스스로를 희생한 그를 영웅으로 보기도 했다. 실성한 기안은 "수아레스가 공이 들어가는 와중에 손으로 잡아서 모국에서만큼은 영웅으로 생각할 수도 있겠지요. 그는 이제 영웅이겠네요." 라고 인정했다.
| 우루과이                                            | 1 – 1 (연장전) | 가나                          |
| --------------------------------------------------- | -------------- | ----------------------------- |
| 포를란 55′                                          | 리포트         | 45+2′ 문타리                  |
| 승부차기                                            |                |                               |
| 포를란 · 빅토리노 · 스코티 · M. 페레이라 · 아브레우 | 4 – 2          | 잔 · 아피아 · 멘사 · 아디이아 |

| 우루과이 | 가나 |

| GK                | 1  | 페르난도 무슬레라        |        |     |
| RB                | 16 | 막시 페레이라            |        |     |
| CB                | 2  | 디에고 루가노 (주장)     |        | 38′ |
| CB                | 6  | 마우리시오 빅토리노      |        |     |
| LB                | 4  | 호르헤 푸실레            | 20′    |     |
| RM                | 20 | 알바로 페르난데스        |        | 46′ |
| CM                | 15 | 디에고 페레스            | 59′    |     |
| CM                | 17 | 에히디오 아레발로 리오스 | 48′    |     |
| LM                | 7  | 에딘손 카바니            |        | 76′ |
| CF                | 9  | 루이스 수아레스          | 120+1′ |     |
| CF                | 10 | 디에고 포를란            |        |     |
| 교체 선수:        |    |                          |        |     |
| DF                | 19 | 안드레스 스코티          |        | 38′ |
| MF                | 14 | 니콜라스 로데이로        |        | 46′ |
| FW                | 13 | 세바스티안 아브레우      |        | 76′ |
| 감독:             |    |                          |        |     |
| 오스카르 타바레스 |    |                          |        |     |

| GK              | 22 | 리차드 킹슨        |     |     |
| RB              | 4  | 존 판트실          | 54′ |     |
| CB              | 15 | 이삭 보르사        |     |     |
| CB              | 5  | 존 멘사 (주장)     | 93′ |     |
| LB              | 2  | 한스 사르페이      | 77′ |     |
| DM              | 6  | 앤서니 아난        |     |     |
| RM              | 7  | 새뮤얼 잉쿰        |     | 74′ |
| CM              | 21 | 콰드워 아사모아    |     |     |
| CM              | 23 | 케빈-프린스 보아텡 |     |     |
| LM              | 11 | 설리 문타리        |     | 88′ |
| CF              | 3  | 아사모아 잔        |     |     |
| 교체 선수:      |    |                    |     |     |
| MF              | 10 | 스티븐 아피아      |     | 74′ |
| FW              | 18 | 도미니크 아디이아  |     | 88′ |
| 감독:           |    |                    |     |     |
| 밀로반 라예바치 |    |                    |     |     |

| 최우수 선수: 디에고 포를란 (우루과이) 부심: 베르티누 미란다 (포르투갈) 주제 카르디날 (포르투갈) 대기심: 알베르토 운디아노 마옝코 (스페인) 후보 대기심: 페르민 마르티네스 이바네스 (스페인) |

### 아르헨티나 vs 독일

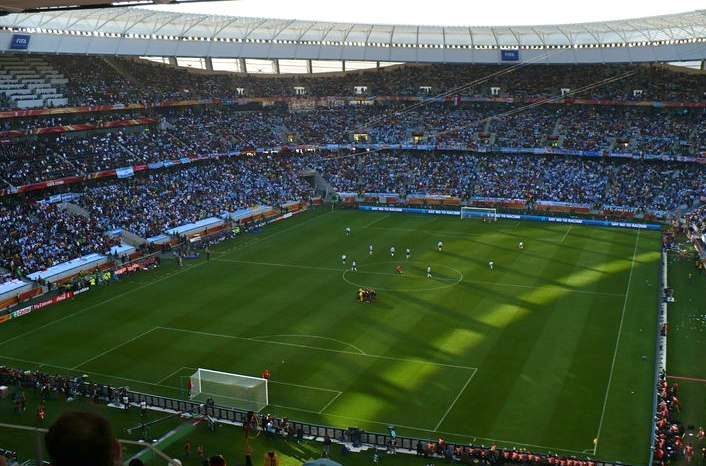
경기 개시를 앞둔 양팀 선수들

2010년 7월 3일, 독일은 케이프타운의 그린 포인트 스타디움에서 아르헨티나를 4-0으로 완파하고 준결승에 안착하였다. 이 경기는 독일이 이 대회에서 4골을 득점한 3번째 경기였다. 독일의 첫 골은 토마스 뮐러가 3분에 바스티안 슈바인슈타이거의 페널티킥을 머리로 밀어넣은 것이었다. 후반전 시작된지 얼마 지나지 않아, 아르헨티나는 독일을 압박하여 몇 차례 득점 기회를 잡았지만, 독일은 67분에 역습으로 나가 미로슬라프 클로제가 루카스 포돌스키의 공을 받아 빈 골문으로 공을 넣었다. 독일의 3번째 골 득점자는 아르네 프리드리히로 2번째 골이 터진지 7분이 지난 시점에 바스티안 슈바인슈타이거가 밀어넣은 패스를 미끄러지듯이 집어넣었고, 클로제가 발리슛으로 메수트 외질의 크로스를 발리슛으로 넣어 4-0으로 만들었다. 아르헨티나는 이날 0-4 대패로 1974년 대회 이래 FIFA 월드컵에서 역대 최다 점수차 패배를 당한때는 36년 만에 겔젠키르헨의 비극 이후 그린 포인트의 비극을 남기게 되었다. 요아힘 뢰브 독일 감독은 자신이 지도하는 선수단이 "압도적인 수준"을 증명한 것에 찬사를 보냈지만, 뮐러가 경고를 받아 출장 정지를 받은 것이 치명적이라고 걱정하기도 했다.
| 아르헨티나 | 0 – 4  | 독일                                       |
| ---------- | ------ | ------------------------------------------ |
|            | 리포트 | 3′ 뮐러 · 68′, 89′ 클로제 · 74′ 프리드리히 |

| 아르헨티나 | 독일 |

| GK              | 22 | 세르히오 로메로            |     |     |
| RB              | 15 | 니콜라스 오타멘디          | 11′ | 70′ |
| CB              | 2  | 마르틴 데미첼리스          |     |     |
| CB              | 4  | 니콜라스 부르디소          |     |     |
| LB              | 6  | 가브리엘 에인세            |     |     |
| RM              | 20 | 막시 로드리게스            |     |     |
| DM              | 14 | 하비에르 마스체라노 (주장) | 80′ |     |
| LM              | 7  | 앙헬 디 마리아             |     | 75′ |
| AM              | 10 | 리오넬 메시                |     |     |
| CF              | 9  | 곤살로 이과인              |     |     |
| CF              | 11 | 카를로스 테베스            |     |     |
| 교체 선수:      |    |                            |     |     |
| MF              | 23 | 하비에르 파스토레          |     | 70′ |
| FW              | 16 | 세르히오 아구에로          |     | 75′ |
| 감독:           |    |                            |     |     |
| 디에고 마라도나 |    |                            |     |     |

| GK          | 1  | 마누엘 노이어           |     |     |
| RB          | 16 | 필립 람 (주장)          |     |     |
| CB          | 17 | 페어 메르테자커         |     |     |
| CB          | 3  | 아르네 프리드리히       |     |     |
| LB          | 20 | 제롬 보아텡             |     | 72′ |
| DM          | 6  | 사미 케디라             |     | 77′ |
| DM          | 7  | 바스티안 슈바인슈타이거 |     |     |
| RW          | 13 | 토마스 뮐러             | 35′ | 84′ |
| AM          | 8  | 메수트 외질             |     |     |
| LW          | 10 | 루카스 포돌스키         |     |     |
| CF          | 11 | 미로슬라프 클로제       |     |     |
| 교체 선수:  |    |                         |     |     |
| DF          | 2  | 마르셀 얀센             |     | 72′ |
| MF          | 18 | 토니 크로스             |     | 77′ |
| MF          | 15 | 피오트르 트로호프스키   |     | 84′ |
| 감독:       |    |                         |     |     |
| 요아힘 뢰브 |    |                         |     |     |

| 최우수 선수: 바스티안 슈바인슈타이거 (독일) 부심: 라파엘 일야소프 (우즈베키스탄) 바하디르 코하로프 (키르기스스탄) 대기심: 제롬 데이먼 (남아프리카 공화국) 후보 대기심: 에노크 몰레페 (남아프리카 공화국) |

### 파라과이 vs 스페인
2010년 7월 3일, 스페인은 파라과이를 1-0으로 이기고 독일을 상대하러 준결승행 막차에 탔다. 이로써, 스페인은 1950년 대회 이래 처음으로 FIFA 월드컵 준결승전에 진출하였다; 한편 이 경기에서 패한 파라과이도 8강이라는 FIFA 월드컵 역대 최고 성적을 냈다. 비록 양쪽 모두 득점의 기회를 잡았지만 파라과이의 경우 넬손 발데스가 오프사이드에 걸리면서 골이 무효화되어 전반전을 무득점으로 마쳤다. 경기는 후반에 들어 페널티킥이 연달아 선언되는 진귀한 순간이 나왔다. 우선 오스카르 카르도소가 제라르드 피케에 스페인의 페널티 구역에 넘어져 페널티킥을 얻어냈다. 카르도소가 스스로 페널티킥 주자로 나섰지만 스페인 수문장 이케르 카시야스에게 막혔다. 스페인도 이후 반대쪽 끝으로 공격을 개시해 다비드 비야가 안톨린 알카라스에게 넘어져 주심으로부터 페널티킥을 받았다. 샤비 알론소가 페널티킥 주자로 나와 득점한 것처럼 보였지만 스페인 선수가 페널티킥을 차기 전에 접근한 것으로 인해 주심이 페널티킥을 다시 차게 했다. 샤비 알론소가 다시 찬 공은 후스토 비야르 파라과이 골키퍼가 잡아냈다. 그 결과, 점수는 3차례의 페널티킥 이후에도 여전히 0-0으로 동률을 이루었다. 결국 스페인은 82분에 그 균형을 깼다: 다비드 비야가 페드로가 골대를 강타하고 튀어나온 공을 잡아 골대 안쪽으로 집어넣었다. 이 골은 스페인의 결승골이 되었다. 경기 후, 비센테 델 보스케 스페인 감독은 자신의 선수단이 최선을 다해 뛰지 않고 점유율에만 집착한 것을 인정했다. 그는 스페인의 다음 상대가 이번 FIFA 월드컵에서 가장 인상적인 활약을 펼친 독일이라는 것을 인지시켰다. 헤라르도 마르티노 파라과이 감독은 계약이 끝나면 자신의 직위를 내려놓겠다고 밝혔다.

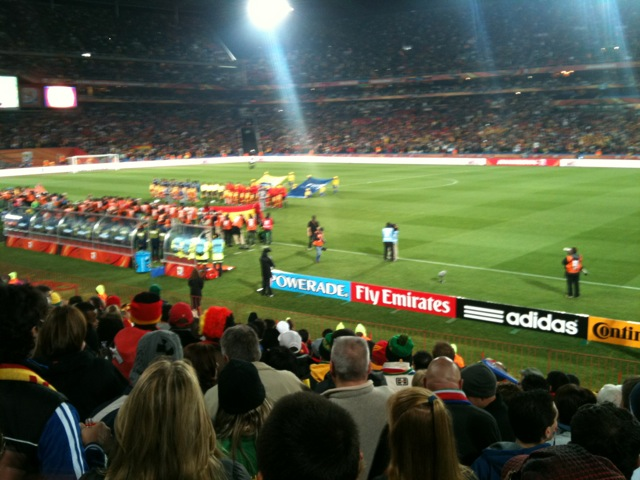
국가 제창을 위해 도열한 양팀 선수들

| 파라과이 | 0 – 1  | 스페인   |
| -------- | ------ | -------- |
|          | 리포트 | 83′ 비야 |

| 파라과이 | 스페인 |

| GK                | 1  | 후스토 비야르 (주장) |     |     |
| RB                | 2  | 다리오 베론          |     |     |
| CB                | 14 | 파울로 다 실바       |     |     |
| CB                | 21 | 안톨린 알카라스      | 59′ |     |
| LB                | 3  | 클라우디오 모렐      | 71′ |     |
| DM                | 15 | 빅토르 카세레스      | 59′ | 84′ |
| RM                | 11 | 호나탄 산타나        | 88′ |     |
| CM                | 8  | 에드가르 바레토      |     | 64′ |
| LM                | 16 | 크리스티안 리베로스  |     |     |
| SS                | 18 | 넬손 발데스          |     | 72′ |
| CF                | 7  | 오스카르 카르도소    |     |     |
| 교체 선수:        |    |                      |     |     |
| MF                | 13 | 엔리케 베라          |     | 64′ |
| FW                | 9  | 로케 산타 크루스     |     | 72′ |
| FW                | 19 | 루카스 바리오스      |     | 84′ |
| 감독:             |    |                      |     |     |
| 헤라르도 마르티노 |    |                      |     |     |

| GK               | 1  | 이케르 카시야스 (주장) |     |     |
| RB               | 15 | 세르히오 라모스        |     |     |
| CB               | 3  | 제라르드 피케          | 57′ |     |
| CB               | 5  | 카를레스 푸욜          |     | 84′ |
| LB               | 11 | 후안 캅데빌라          |     |     |
| DM               | 16 | 세르히오 부스케츠      | 63′ |     |
| RM               | 6  | 안드레스 이니에스타    |     |     |
| CM               | 8  | 샤비                   |     |     |
| LM               | 14 | 샤비 알론소            |     | 75′ |
| SS               | 7  | 다비드 비야            |     |     |
| CF               | 9  | 페르난도 토레스        |     | 56′ |
| 교체 선수:       |    |                        |     |     |
| MF               | 10 | 세스크 파브레가스      |     | 56′ |
| FW               | 18 | 페드로                 |     | 75′ |
| DF               | 4  | 카를로스 마르체나      |     | 84′ |
| 감독:            |    |                        |     |     |
| 비센테 델 보스케 |    |                        |     |     |

| 최우수 선수: 안드레스 이니에스타 (스페인) 부심: 카를로스 파스트라나 (온두라스) 레오넬 레알 (코스타리카) 대기심: 베니토 아르춘디아 (멕시코) 후보 대기심: 엑토르 베르가라 (캐나다) |

## 준결승전

### 우루과이 vs 네덜란드

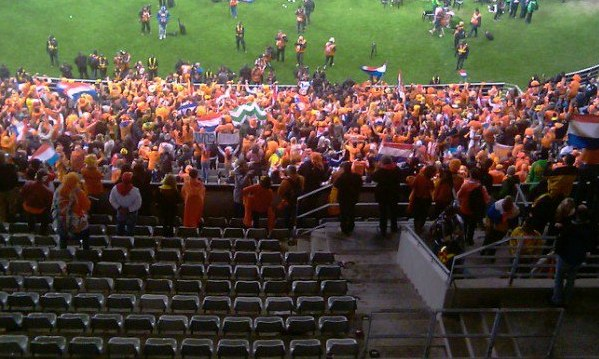
환호하는 네덜란드 관중들

우루과이는 네덜란드와 2010년 7월 6일 케이프타운의 그린 포인트 스타디움의 첫 준결승전에서 격돌하였다. 네덜란드는 3-2로 이겨 1978년 FIFA 월드컵 이래 처음으로 결승 진출을 달성하였다. 우루과이는 경기 초반 수비적인 태세로 나섰지만, 상대를 무득점으로 막아낸 시간은 불과 18분이었다. 히오바니 판 브론크호르스트 네덜란드 주장이 31미터 거리에서 오른쪽 구석의 골망을 강타하였다. 그러나, 네덜란드는 이 점수차를 지키지 못하고 41분에 디에고 포를란의 22미터 슛에 마르턴 스테켈렌뷔르흐 골키퍼가 잘못 판단해 몇 밀리미터 빗나가고 1-1 동점골이 되었다. 네덜란드는 후반전에 판 데르 파르트의 패스를 받은 스네이더르가 마무리한 것을 무슬레라가 뻗어냈지만 잡지 못하면서 다시 앞서나갔다. 3분 후, 카위트가 로번에게 머리로 공을 넣도록 건네었고, 점수차는 3-1로 벌어졌다. 네덜란드는 앞서 가나에게 승부차기 실축을 했던 막시 페레이라가 추가 시간에 프리킥으로부터 만회골을 실점해 가슴을 쓸어내렸다. 그러나, 점수는 승부를 원점으로 돌리려는 우루과이의 필사적인 노력에도 불구하고 그대로 3-2로 종료되었다. 경기 후, 오스카르 타바레스 감독은 자신의 선수단이 준결승까지 오른 것에 자랑스럽다고 칭찬하였다. 한편 네덜란드는 스페인을 상대하러 결승에 진출했다.
| 우루과이                       | 2 – 3  | 네덜란드                                          |
| ------------------------------ | ------ | ------------------------------------------------- |
| 포를란 41′ · M. 페레이라 90+2′ | 리포트 | 18′ 판 브론크호르스트 · 70′ 스네이더르 · 73′ 로번 |

| 우루과이 | 네덜란드 |

| GK                | 1  | 페르난도 무슬레라        |     |     |
| RB                | 16 | 막시 페레이라            | 21′ |     |
| CB                | 3  | 디에고 고딘              |     |     |
| CB                | 6  | 마우리시오 빅토리노      |     |     |
| LB                | 22 | 마르틴 카세레스          | 29′ |     |
| RM                | 15 | 디에고 페레스            |     |     |
| CM                | 5  | 왈테르 가르가노          |     |     |
| CM                | 17 | 에히디오 아레발로 리오스 |     |     |
| LM                | 11 | 알바로 페레이라          |     | 78′ |
| CF                | 7  | 에딘손 카바니            |     |     |
| CF                | 10 | 디에고 포를란 (주장)     |     | 84′ |
| 교체 선수:        |    |                          |     |     |
| FW                | 13 | 세바스티안 아브레우      |     | 78′ |
| FW                | 21 | 세바스티안 페르난데스    |     | 84′ |
| 감독:             |    |                          |     |     |
| 오스카르 타바레스 |    |                          |     |     |

| GK                   | 1  | 마르턴 스테켈렌뷔르흐             |       |     |
| RB                   | 12 | 할리드 불라루즈                   | 78′   |     |
| CB                   | 3  | 욘 헤이팅아                       |       |     |
| CB                   | 4  | 요리스 마테이선                   |       |     |
| LB                   | 5  | 히오바니 판 브론크호르스트 (주장) |       |     |
| DM                   | 6  | 마르크 판 보멀                    | 90+5′ |     |
| DM                   | 14 | 데미 더 제이우                    |       | 46′ |
| RW                   | 11 | 아르연 로번                       |       | 89′ |
| AM                   | 10 | 베슬레이 스네이더르               | 29′   |     |
| LW                   | 7  | 디르크 카위트                     |       |     |
| CF                   | 9  | 로빈 판 페르시                    |       |     |
| 교체 선수:           |    |                                   |       |     |
| MF                   | 23 | 라파엘 판 데르 파르트             |       | 46′ |
| FW                   | 17 | 엘제로 엘리아                     |       | 89′ |
| 감독:                |    |                                   |       |     |
| 베르트 판 마르베이크 |    |                                   |       |     |

| 최우수 선수: 베슬레이 스네이더르 (네덜란드) 부심: 라파엘 일야소프 (우즈베키스탄) 바하디르 코하로프 (키르기스스탄) 대기심: 니시무라 유이치 (일본) 후보 대기심: 사가라 도루 (일본) |

### 독일 vs 스페인
2010년 7월 7일, 스페인은 독일을 더반의 모지스 마비다 스타디움에서 1-0으로 꺾고 네덜란드와의 FIFA 월드컵 결승전을 성사시켰다. 스페인이 FIFA 월드컵 결승전에 오른 것은 이번이 처음이며, 독일은 처음으로 FIFA 월드컵 준결승전에서 2대회 연속으로 패하였다.
스페인은 경기 내내 높은 점유율을 유지하였고, 독일은 탄탄한 수비를 기반으로 했다. 독일은 역습으로 몇 차례 득점 기회를 잡았지만, 스페인이 전후반을 통틀어 더 많은 득점 기회를 잡았다. 경기는 스페인이 코너킥을 얻은 73분까지 0-0의 팽팽한 균형을 유지하였다. 샤비가 찬 코너킥은 카를레스 푸욜의 머리를 만나 골망을 갈랐고 마누엘 노이어로써는 스페인에게 통한의 결승골을 내주고 스페인에게 패하는 쓴잔을 삼켜야 했다. 이후, 스페인은 독일을 1:0으로 제압하고 네덜란드와의 월드컵 결승전을 준비하게 된다.(스페인은 메이저 대회인 유로 2008 26년, 1982년 이후 28년 만에 숙적의 징크스를 깨졌다.)
경기 후, 비센테 델 보스케 스페인 감독은 자신의 선수단에게 "훌륭한 활약을 펼쳤다"고 칭찬하였고, 반면 요아힘 뢰프 독일 감독은 스페인이 결승전에서 승리해 우승을 하게 될 것이라고 예측하였는데 그 예측은 맞았다.

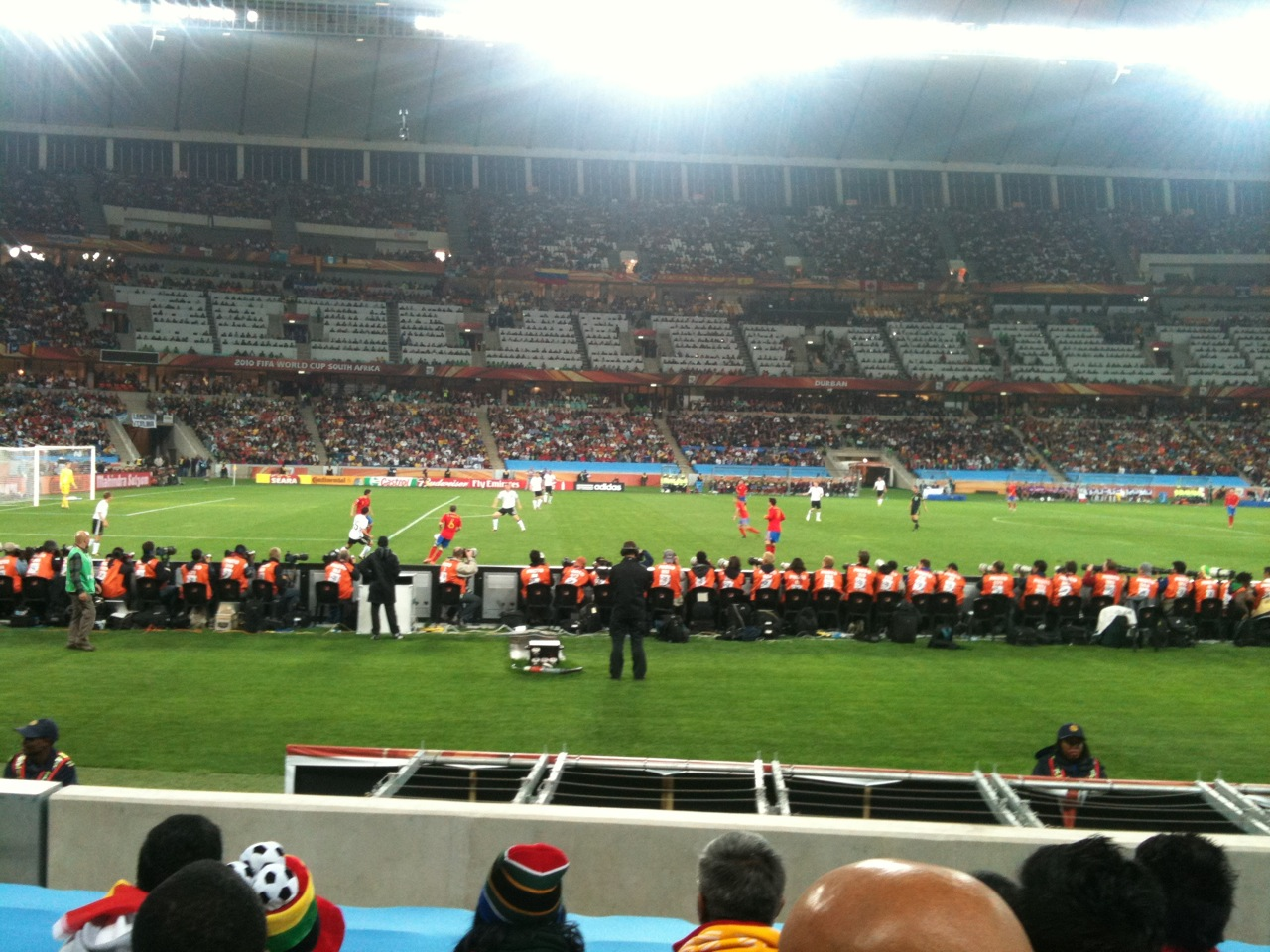
독일과 스페인의 경기가 열린 모지스 마비다 스타디움의 내부

| 독일 | 0 – 1  | 스페인   |
| ---- | ------ | -------- |
|      | 리포트 | 73′ 푸욜 |

| 독일 | 스페인 |

| GK          | 1  | 마누엘 노이어           |  |     |
| RB          | 16 | 필리프 람 (주장)        |  |     |
| CB          | 3  | 아르네 프리드리히       |  |     |
| CB          | 17 | 페어 메르테자커         |  |     |
| LB          | 20 | 제롬 보아텡             |  | 52′ |
| DM          | 6  | 자미 케디라             |  | 81′ |
| DM          | 7  | 바스티안 슈바인슈타이거 |  |     |
| RW          | 15 | 피오트르 트로호프스키   |  | 62′ |
| AM          | 8  | 메수트 외질             |  |     |
| LW          | 10 | 루카스 포돌스키         |  |     |
| CF          | 11 | 미로슬라프 클로제       |  |     |
| 교체 선수:  |    |                         |  |     |
| DF          | 2  | 마르첼 얀젠             |  | 52′ |
| MF          | 18 | 토니 크로스             |  | 62′ |
| FW          | 23 | 마리오 고메스           |  | 81′ |
| 감독:       |    |                         |  |     |
| 요아힘 뢰프 |    |                         |  |     |

| GK               | 1  | 이케르 카시야스 (주장) |  |       |
| RB               | 15 | 세르히오 라모스        |  |       |
| CB               | 3  | 제라르드 피케          |  |       |
| CB               | 5  | 카를레스 푸욜          |  |       |
| LB               | 11 | 조안 캅데빌라          |  |       |
| DM               | 16 | 세르지오 부스케츠      |  |       |
| DM               | 14 | 샤비 알론소            |  | 90+3′ |
| RW               | 6  | 안드레스 이니에스타    |  |       |
| AM               | 8  | 샤비                   |  |       |
| LW               | 18 | 페드로                 |  | 86′   |
| CF               | 7  | 다비드 비야            |  | 81′   |
| 교체 선수:       |    |                        |  |       |
| FW               | 9  | 페르난도 토레스        |  | 81′   |
| MF               | 21 | 다비드 실바            |  | 86′   |
| DF               | 4  | 카를로스 마르체나      |  | 90+3′ |
| 감독:            |    |                        |  |       |
| 비센테 델 보스케 |    |                        |  |       |

| 최우수 선수: 샤비 (스페인) 부심: 바모시 티보르 (헝가리) 에뢰시 가보르 (헝가리) 대기심: 프랑크 더 블레이케러 (벨기에) 후보 대기심: 페터르 헤르만스 (벨기에) |

## 3위 결정전
2010년 7월 10일, 포트엘리자베스의 넬슨만델라베이 경기장에서 독일이 우루과이를 3-2로 이기고 2006년 FIFA 월드컵에서 3위의 성적을 거둔데 이어 FIFA 월드컵 2대회 연속 3위를 차지하였다. 19분, 바스티안 슈바인슈타이거가 골대에 슛을 날렸고, 이를 무슬레라가 흘리자 토마스 뮐러가 쇄도해 선제골을 넣었다. 우루과이는 루이스 수아레스의 패스를 에딘손 카바니가 좌측으로 받아낸 후 반대쪽 구석으로 밀어넣어 28분만에 승부를 원점으로 돌렸다. 이후 51분에 디에고 포를란이 페널티 구역 가장자리에서 측면으로부터 배급한 공을 발리슛으로 절묘하게 차넣어 역전시켰고, 골키퍼 한스-외어크 부트가 꼼짝도 못했다. 56분에 제롬 보아텡이 크로스를 보고 무슬레라 골키퍼가 접근해 막으려 했으나 앞에 떨어졌고, 그 앞의 마르첼 얀젠이 빈 골대로 동점골을 밀어넣었다. 메수트 외질이 82분에 찬 코너킥이 독일 선수에 연결된 후 다시 튀어 나왔고, 케디라가 머리로 골을 집어넣었다. 우루과이는 포를란의 92분 프리킥이 골대를 살짝 넘기면서 연장전으로 경기가 이어질 뻔 했으나, 독일이 점수차를 잘 지켜 이겼다.
경기 후, 오스카르 타바레스 우루과이 감독은 자신의 선수단이 질 경기를 하지 않았다고 아쉬워했다: "우리는 강호를 상대로 대등한 경기를 했고, 그들이 우리보다 압도적이지 않아서 우리가 이길 수도 있었다... 우리는 독일과 비교해서 수준차가 크지 않지만, 결과는 정해졌고, 우리는 이로부터 배워 나가야 한다."

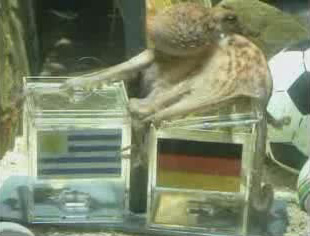
독일은 우루과이를 꺾고 3위를 차지했다.

| 우루과이                | 2 – 3  | 독일                             |
| ----------------------- | ------ | -------------------------------- |
| 카바니 28′ · 포를란 51′ | 리포트 | 19′ 뮐러 · 56′ 얀젠 · 82′ 케디라 |

| 우루과이 | 독일 |

| GK                | 1  | 페르난도 무슬레라    |     |     |
| RB                | 4  | 호르헤 푸실레        |     |     |
| CB                | 2  | 디에고 루가노 (주장) |     |     |
| CB                | 3  | 디에고 고딘          |     |     |
| LB                | 22 | 마르틴 카세레스      |     |     |
| CM                | 15 | 디에고 페레스        | 61′ | 77′ |
| CM                | 17 | 에히디오 아레발로    |     |     |
| RW                | 16 | 막시 페레이라        |     |     |
| LW                | 7  | 에딘손 카바니        |     | 88′ |
| CF                | 9  | 루이스 수아레스      |     |     |
| CF                | 10 | 디에고 포를란        |     |     |
| 교체 선수:        |    |                      |     |     |
| MF                | 5  | 왈테르 가르가노      |     | 77′ |
| FW                | 13 | 세바스티안 아브레우  |     | 88′ |
| 감독:             |    |                      |     |     |
| 오스카르 타바레스 |    |                      |     |     |

| GK          | 22 | 한스-외어크 부트               |       |       |
| RB          | 20 | 제롬 보아텡                    |       |       |
| CB          | 3  | 아르네 프리드리히              | 90+2′ |       |
| CB          | 17 | 페어 메르테자커                |       |       |
| LB          | 4  | 데니스 아오고                  | 5′    |       |
| DM          | 6  | 자미 케디라                    |       |       |
| DM          | 7  | 바스티안 슈바인슈타이거 (주장) |       |       |
| RW          | 13 | 토마스 뮐러                    |       |       |
| AM          | 8  | 메수트 외질                    |       | 90+1′ |
| LW          | 2  | 마르첼 얀젠                    |       | 81′   |
| CF          | 19 | 카카우                         | 7′    | 73′   |
| 교체 선수:  |    |                                |       |       |
| FW          | 9  | 슈테판 키슬링                  |       | 73′   |
| MF          | 18 | 토니 크로스                    |       | 81′   |
| DF          | 5  | 세르다르 타쉬츠                |       | 90+1′ |
| 감독:       |    |                                |       |       |
| 요아힘 뢰프 |    |                                |       |       |

| 최우수 선수: 토마스 뮐러 (독일) 부심: 마르빈 토렌테라 (멕시코) 엑토르 베르가라 (캐나다) 대기심: 마르코 로드리게스 (멕시코) 후보 대기심: 호세 루이스 카마르고 (멕시코) |

## 결승전
| 네덜란드 | 0 – 1 (연장전) | 스페인          |
| -------- | -------------- | --------------- |
|          | 리포트         | 116′ 이니에스타 |

| 네덜란드 | 스페인 |

| GK                   | 1  | 마르턴 스테켈렌뷔르흐             |          |      |
| RB                   | 2  | 흐레호리 판 데르 빌               | 111′     |      |
| CB                   | 3  | 욘 헤이팅아                       | 57′ 109′ |      |
| CB                   | 4  | 요리스 마테이선                   | 117′     |      |
| LB                   | 5  | 히오바니 판 브론크호르스트 (주장) | 54′      | 105′ |
| DM                   | 6  | 마르크 판 보멀                    | 22′      |      |
| DM                   | 8  | 나이젤 더 용                      | 28′      | 99′  |
| RW                   | 11 | 아르연 로번                       | 84′      |      |
| AM                   | 10 | 베슬레이 스네이더르               |          |      |
| LW                   | 7  | 디르크 카위트                     |          | 71′  |
| CF                   | 9  | 로빈 판 페르시                    | 15′      |      |
| 교체 선수:           |    |                                   |          |      |
| MF                   | 17 | 엘제로 엘리아                     |          | 71′  |
| MF                   | 23 | 라파엘 판 데르 파르트             |          | 99′  |
| DF                   | 15 | 엣손 브라프헤이트                 |          | 105′ |
| 감독:                |    |                                   |          |      |
| 베르트 판 마르베이크 |    |                                   |          |      |

| GK               | 1  | 이케르 카시야스 (주장) |        |      |
| RB               | 15 | 세르히오 라모스        | 23′    |      |
| CB               | 3  | 제라르드 피케          |        |      |
| CB               | 5  | 카를레스 푸욜          | 16′    |      |
| LB               | 11 | 조안 캅데빌라          | 67′    |      |
| DM               | 16 | 세르지오 부스케츠      |        |      |
| DM               | 14 | 샤비 알론소            |        | 87′  |
| RW               | 6  | 안드레스 이니에스타    | 118′   |      |
| AM               | 8  | 샤비                   | 120+1′ |      |
| LW               | 18 | 페드로                 |        | 60′  |
| CF               | 7  | 다비드 비야            |        | 106′ |
| 교체 선수:       |    |                        |        |      |
| MF               | 22 | 헤수스 나바스          |        | 60′  |
| MF               | 10 | 세스크 파브레가스      |        | 87′  |
| FW               | 9  | 페르난도 토레스        |        | 106′ |
| 감독:            |    |                        |        |      |
| 비센테 델 보스케 |    |                        |        |      |

| 최우수 선수: 안드레스 이니에스타 (스페인) 부심: 마이크 물라키 (잉글랜드) 대런 칸 (잉글랜드) 대기심: 니시무라 유이치 (일본) 후보 대기심: 사가라 도루 (일본) | 경기 규정: - 90분 - 필요시 연장전 30분 - 연장전 후에도 동점시 승부차기 - 교체 선수 12명 등록 - 최대 3명 교체 가능 |